# Ка Мачери-Ка Бортолоти (Ферара)
Ка Мачери-Ка Бортолоти (итал. Ca' Maceri-Ca' Bortolotti) је насеље у Италији у округу Ферара, региону Емилија-Ромања.
Према процени из 2011. у насељу је живело 11 становника. Насеље се налази на надморској висини од 0 м.